# Црква Покрова Пресвете Богородице у Мајевцу
Црква Покрова Пресвете Богородице у Мајевцу, насељеном месту на територији општине Добој, припада Епархији зворничко–тузланској Српске православне цркве.

## Историјат
Црква Покрова Пресвете Богородице у Мајевцу је димензија 22,6×8,8 метара. Градња је започета 1936. године, а темеље је исте године освештао епископ зворничко-тузлански Нектарије Круљ. Новоизграђену цркву је 1963. године освештао епископ зворничко-тузлански Лонгин Томић. Током одбрамбено-отаџбинског рата цркву је гранатирала хрватска војска и тако оштетила звоник. Нови иконостас од храстовине је израдио Александар Нинковић, иконе је осликао Петар Билић из Београда, а цркву Александар Черековић из Сремске Митровице. Црква Покрова Пресвете Богородице је обновљена 2020. године.